# 임학중학교
임학중학교(林鶴中學校)는 대한민국 인천광역시 계양구 병방동에 있는 공립 중학교이다.

## 학교 연혁
- 1996년 2월 25일 : 임학중학교 설립인가(1학년 14학급)
- 1996년 3월 1일 : 초대 박해구 교장 취임
- 1996년 3월 5일 : 입학식 거행(14학급 남 325명, 여 327명 계 652명)
- 1999년 2월 12일 : 제1회 졸업(남 357명, 여 352명 계 709명)
- 1999년 3월 1일 : 교육부 지정 시범학교로 선정됨(2년간)
- 2000년 10월 13일 : 교육부 지정 시범학교 발표
- 2024년 1월 9일 : 제26회 졸업 (남 59명, 여 65명 계 124명)
- 2024년 3월 1일 : 제10대 신경구 교장 취임
- 2024년 3월 4일 : 입학식 거행 (남 65명, 여 70명 계 135명)

## 참고 자료
- 임학중학교 - 한국교육학술정보원 학교알리미